# Kanton Tulle-Campagne-Nord
Tulle-Campagne-Nord is een voormalig kanton van het Franse departement Corrèze. Het kanton maakte deel uit van het arrondissement Tulle. Het werd opgeheven bij decreet van 24 februari 2014, met uitwerking op 22 maart 2015. Alle gemeenten werden opgenomen in het nieuwe kanton Naves.

## Gemeenten
Het kanton Tulle-Campagne-Nord omvatte de volgende gemeenten:
- Chameyrat
- Favars
- Naves
- Saint-Germain-les-Vergnes
- Saint-Hilaire-Peyroux
- Saint-Mexant

De hoofdplaats van het kanton is Tulle.